# Залесье (фабрика)
«Залесье» (бывшее «Красное эхо») — одна из старейших ткацких фабрик России. Расположена в городе Переславле-Залесском Ярославской области.

## История фабрики
Датой возникновения прядильно-ткацкой фабрики считается 1758 год. Основатель фабрики — купец Филипп Угримов. Фабрика начала свою деятельность по Указу центрального государственного учреждения России Мануфактур-коллегии, которая ведала промышленностью. С первых дней работы фабрика начала активно набирать производственный потенциал. Изначально цех фабрики вмещал в себя 100 ткацких станков, которые изготавливали дорогие тонкие голландские полотна, парусные и фламские ткани и тик.
В 1816 году фабрика значительно расширила свои возможности благодаря новому владельцу — московскому купцу Константину Алексеевичу Куманину. В период с 1816 по 1847 год на фабрике работало уже 403 станка.
Подающая надежды Куманинская фабрика вновь обрела нового владельца. Им стала переславская купчиха 2-й гильдии Екатерина Константиновна Медведева, которая впоследствии продала фабрику братьям Мартиниану и Василию Борисовским.
С 1848 года братья начали строительство двух новых четырёхэтажных корпусов с пристройками. Фабрика делилась на новую и старую. В связи со значительным расширением площади изменился и профиль фабрики, которая стала бумаго-прядильной. Многое оборудование постепенно устаревало и заменялось на английское. Теперь на фабрике было в заправке 52 220 веретён и работало около тысячи человек.
К концу XIX века производственная мощь предприятия значительно выросла. В 1889 году фабрика перешла в собственность Товарищества Переславской мануфактуры и начала сотруднические отношения с англичанами. В 1894 году со строительством нового кирпичного пятиэтажного корпуса доходы фабрики серьёзно возросли. Этому способствовало также участие английского капитала и опытная работа мастеров-англичан на предприятии.

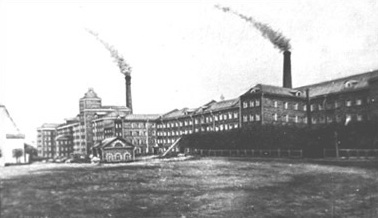
Фабрика в 1905 году

События первой русской революции 1905 года отразились и на успехах фабрики. Революционное движение охватило тогда рабочих со всех Российских губерний. В это время среди рабочих Переславской фабрики была организована подпольная организация, поддерживающая позиции Ярославского комитета большевиков. Дальнейшие революционные события сказались масштабной забастовкой рабочих 22 февраля 1914 года. В 1917 году фабрикой управляло временное правительство — комиссия рабочих, которые осуществляли строгий контроль за деятельностью Правления Переславской Мануфактуры. В дальнейшем предприятие было национализировано.
В 1922 году фабрика вошла в Александровский хлопчатобумажный трест и переименована в «Красное эхо». До этого она называлась — фабрика товарищества Переславской мануфактуры. 8 февраля 1922 года новое название предприятия было официально утверждено Государственным Экономическим Советом. 
Красный цвет - это символ революционного и той крови, которая была пролита пролетариатом за дело революции. Мощным эхом пронеслась по России и по всему миру весть о Великой Октябрьской социалистической революции. В знак этого и получила фабрика наименование Красное эхо, закреплённое за ней 8 февраля 1922 года государственным экономическим советом, при утверждении Александровского  хлопчатобумажного   треста.
Разрушительные революционные события нанесли фабрике огромный ущерб и привели её к полной остановке. В 1923 году предприятие было закрыто, а большая часть рабочих была переведена на другие фабрики. Спустя 2 года (19 мая 1925 год) фабрика «Красное эхо» вновь начала работать и под этим названием проработала до начала 1990-х годов.
С 1993 года деятельность «Красного эха» по производству технических фильтровальных тканей продолжает акционерное общество «Залесье».
Старейшая столовая города находится в одном из зданий фабрики.

## Продукция фабрики

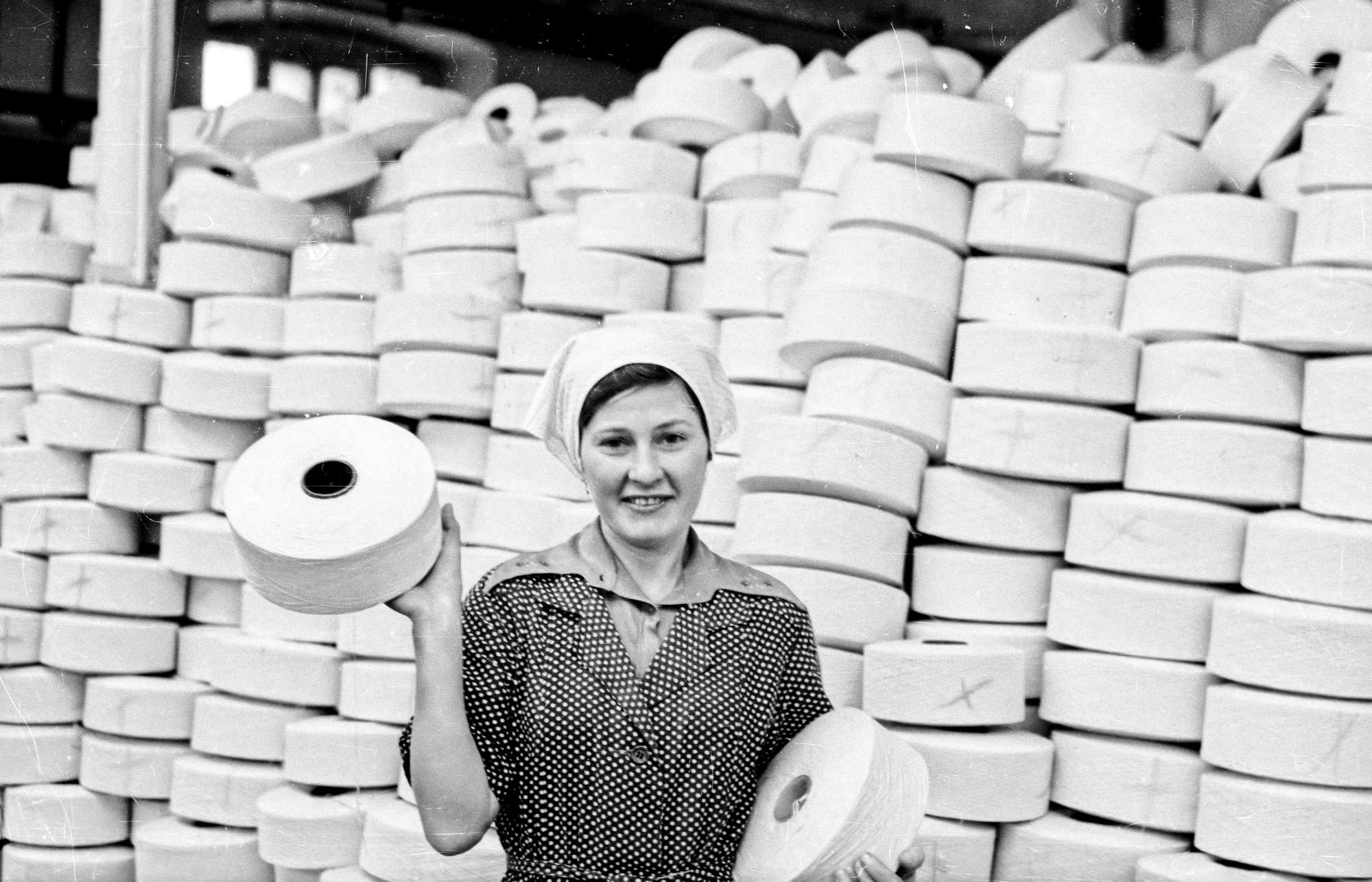
Бобины с чёсаной лентой

- ткани фильтровальные хлопчатобумажные, синтетические и смешанные;
- ткани для балластировки газопроводов;
- ткани для резинотехнических изделий;
- ткани для производства пластиков.

## Достижения и награды

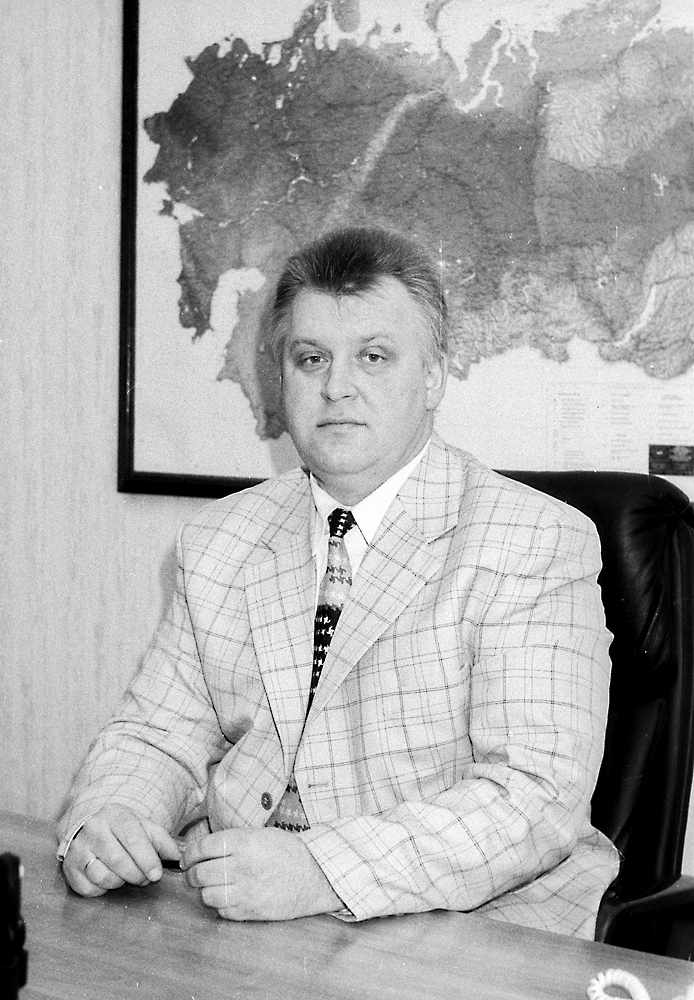
Сергей Валентинович Кирьянов — генеральный директор ОАО «Залесье»

- Грамота за благотворительную деятельность фабрики от Международного благотворительного фонда «Меценаты Столетия».
- 2003 г. — почётная грамота за благотворительную деятельность, направленную на улучшение условий жизни детей, реализацию их творческого потенциала и финансовую поддержку образовательных проектов.
- 2003 г. — диплом за увеличение производства и реализации продукции текстильной и лёгкой промышленности. II Российский отраслевой конкурс «Высокие производственные результаты — высокая социальная эффективность».
- 2003 г. — диплом за участие в 1-й Международной ярмарке технического текстиля, нетканых материалов и защитной одежды.
- 2003 г. — диплом за большой вклад в формирование национального рынка товаров отечественного производства. XXI Федеральная оптовая ярмарка товаров и оборудования текстильной и лёгкой промышленности.
- 2003 г. — присвоение звания «Лучшее предприятие года».
- 2006 г. — национальный сертификат о вручении Кирьянову Сергею Валентиновичу почётного звания «Топ-менеджер РФ 2006».
- 2008 г. — сертификат за участие в работе VI Московского международного сахарного форума.